# Katalansk ginst
Katalansk ginst (Genista hispanica ) är en ärtväxtart som beskrevs av Carl von Linné. Den katalanska ginsten ingår i släktet ginster, och familjen ärtväxter.

## Utbredning
Arten förekommer naturligt i Spanien och sydvästra Frankrike, samt har introducerats i Storbritannien.

## Underarter
Arten delas in i följande underarter:
- G. h. hispanica
- G. h. occidentalis

## Bildgalleri

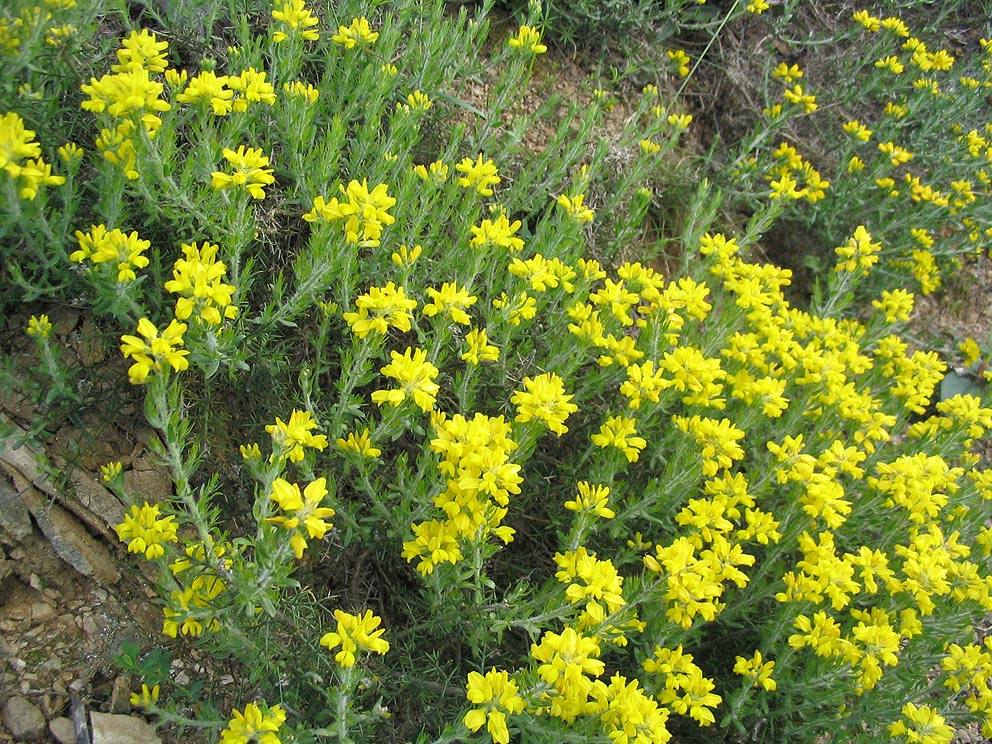
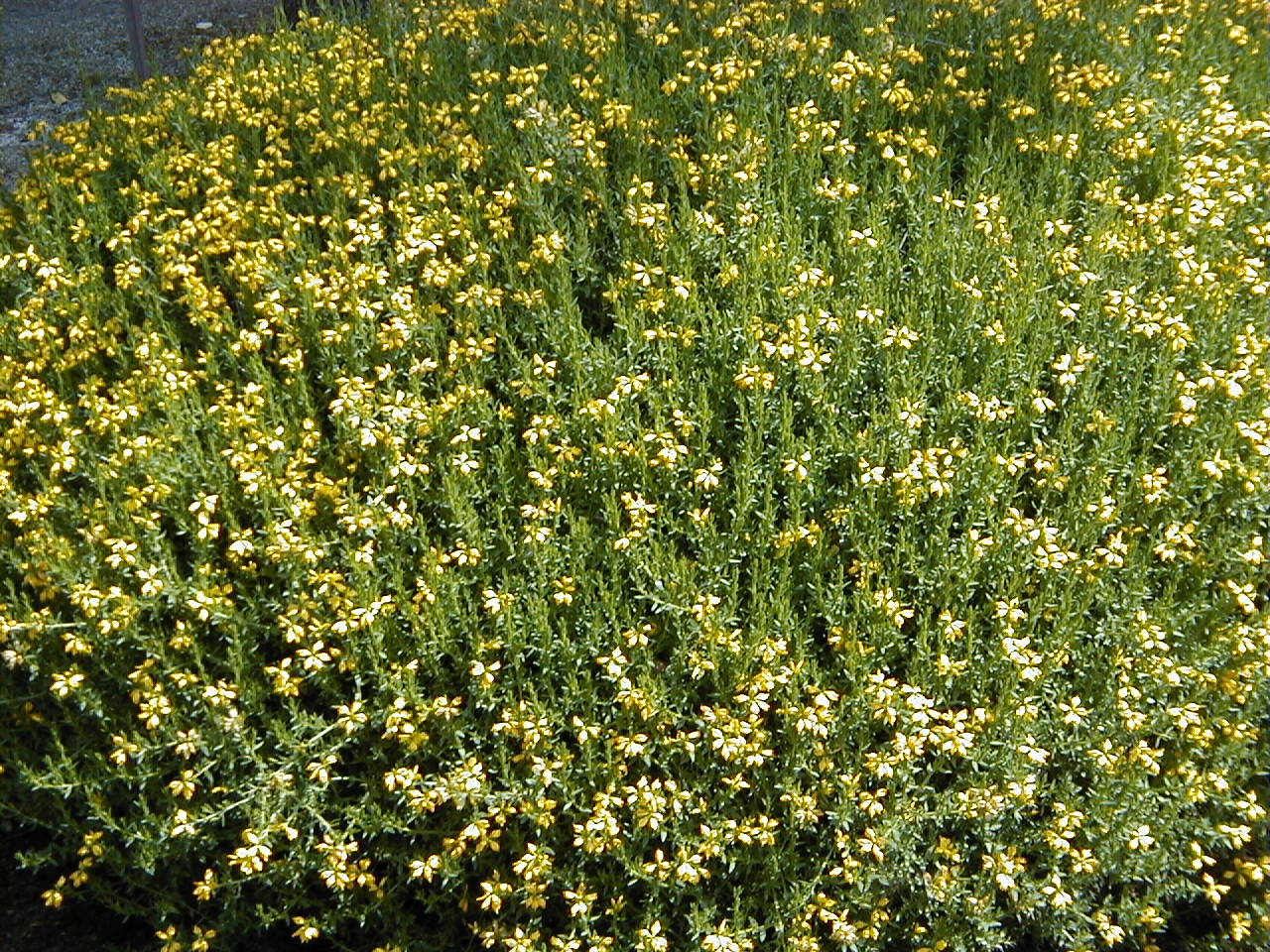
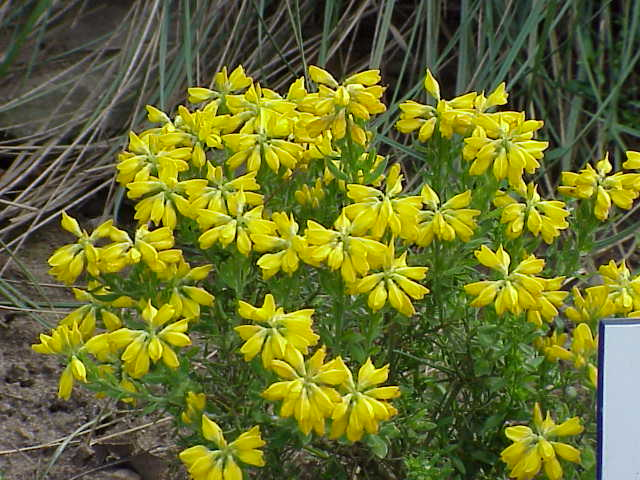
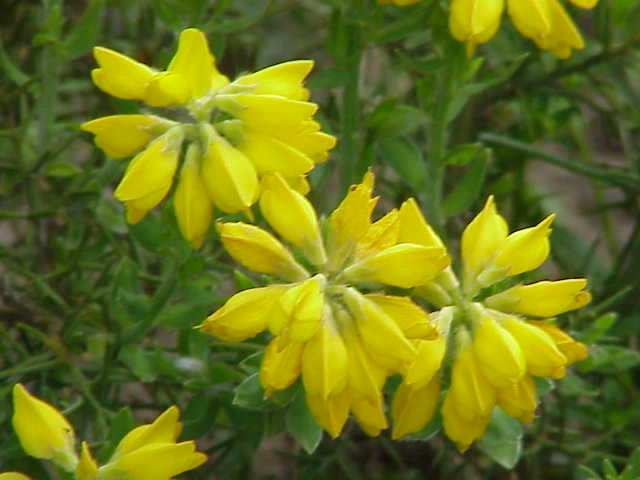
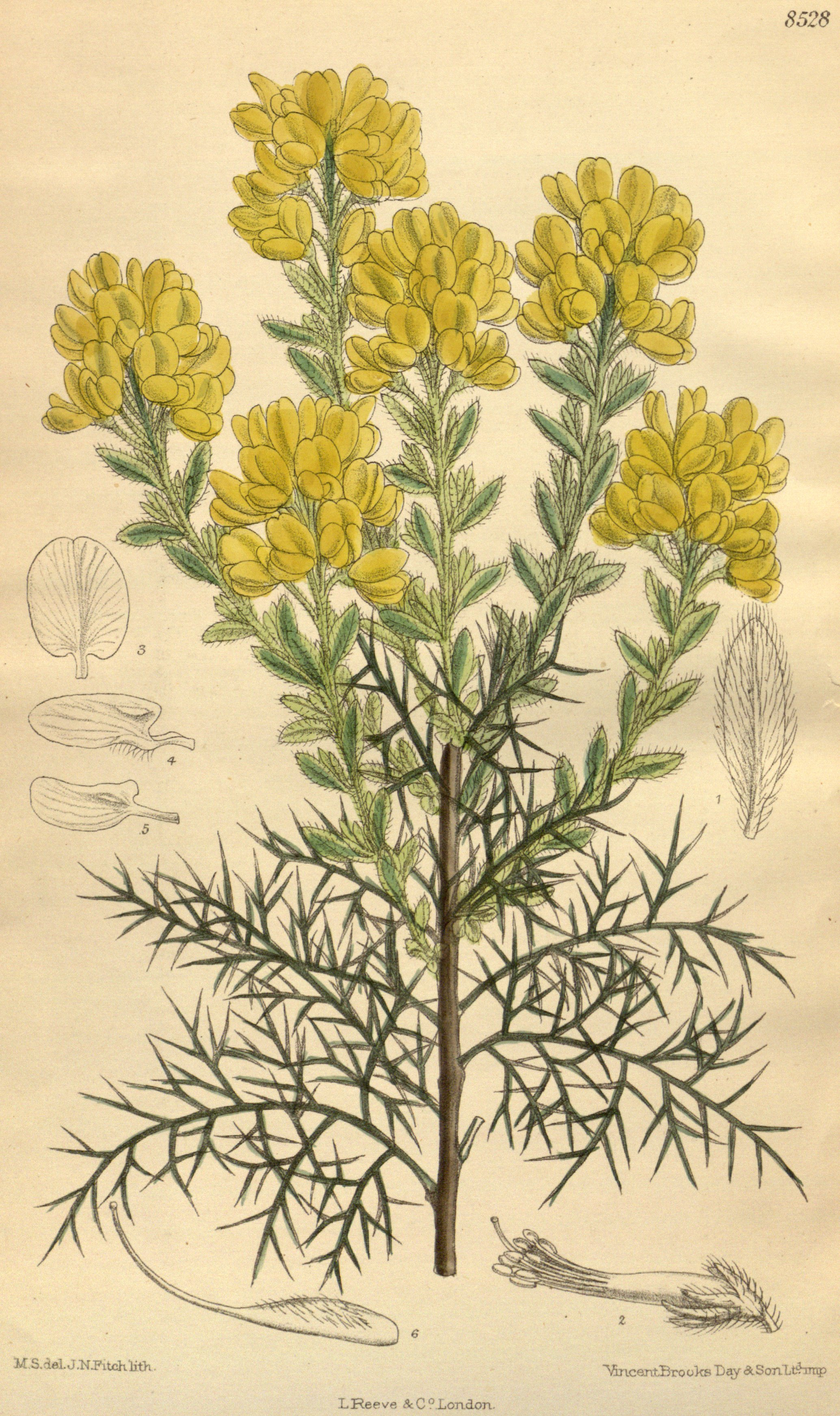
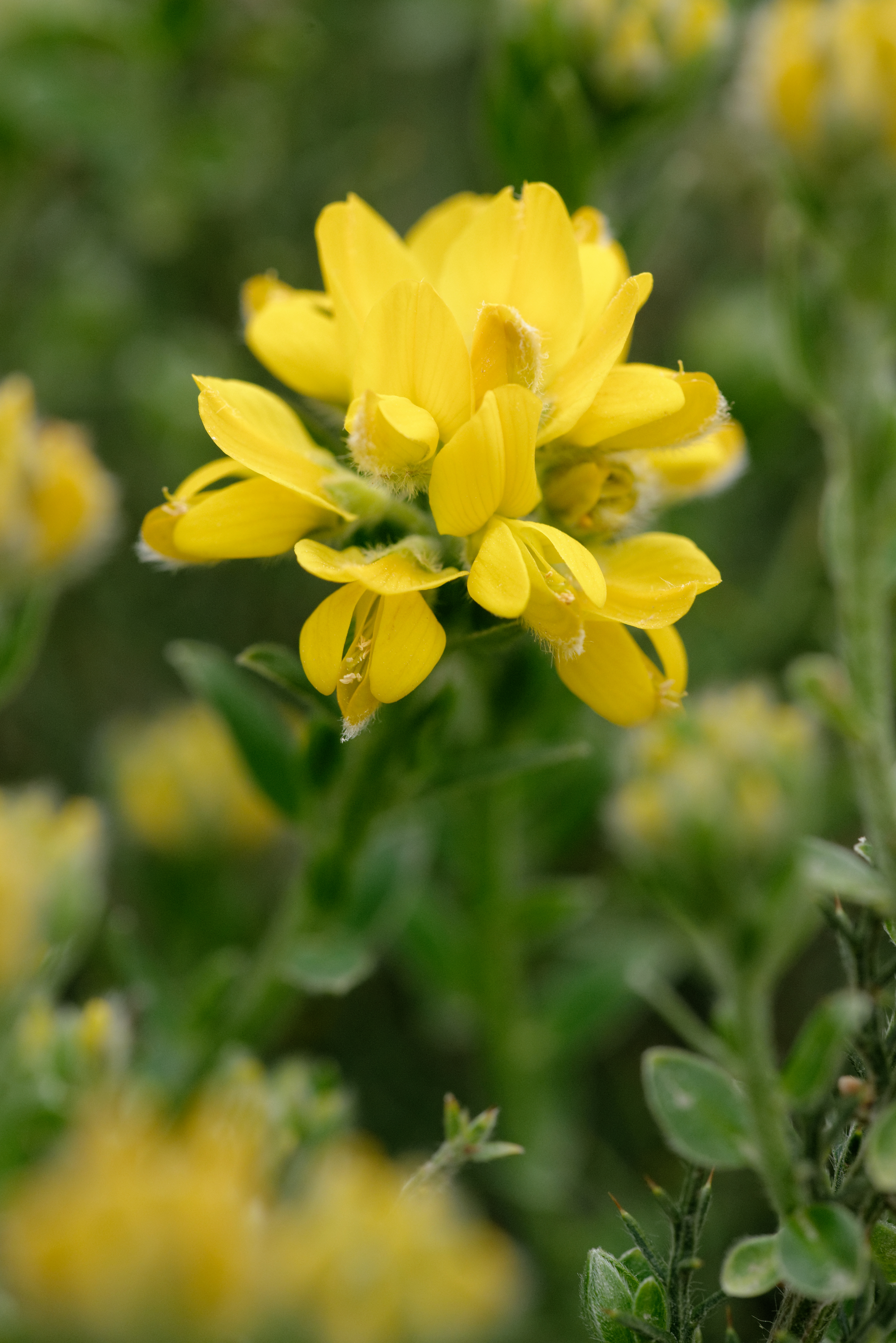